# Borovskite
La borovskite è un minerale.